# Tiergartentunnel
Pour les articles homonymes, voir Tiergarten.

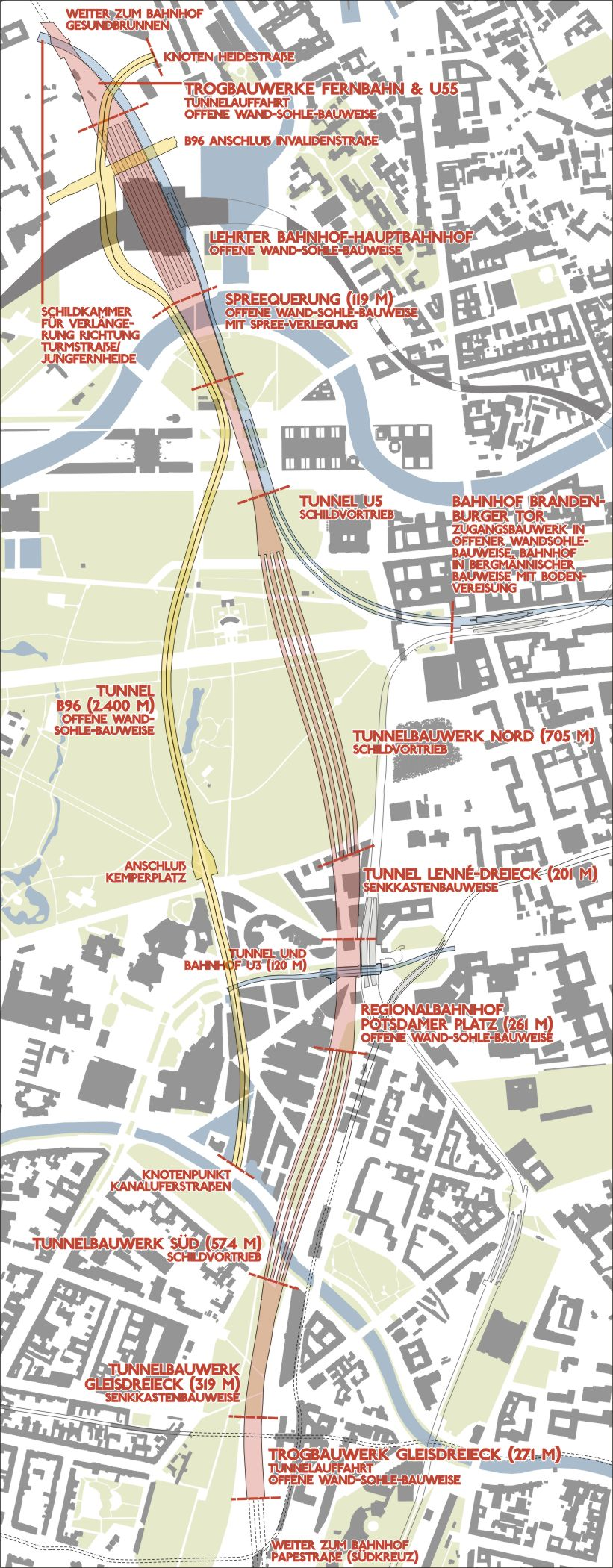

Tiergartentunnel désigne un ensemble de trois tunnels construits de 1995 à 2006 sous le second plus grand parc de la ville de Berlin (Allemagne), le Tiergarten. Les trois tunnels passent ensemble sous la Spreebogen (de) (courbe de la Spree), dans un triangle compris entre la gare centrale de Berlin, la Chancellerie fédérale et la Paul-Löbe-Haus (de). Les tunnels ne sont pas interconnectés et ont chacun un usage spécifique :
- Le tunnel Tiergarten Spreebogen (de) (TTS) est un tunnel routier long de 2 400 mètres dans lequel passe la route nationale 96. Le tunnel comporte deux voies de circulation dans chaque sens ;
- Le tunnel Nord-Süd-Fernbahn (de) est un tunnel ferroviaire long de 3 586 mètres utilisé tant pour les grandes lignes de chemin de fer que pour le trafic de banlieue ;
- Le troisième tunnel est destiné au rames de métro (U-Bahn) de la ligne U55.

## Notes et références

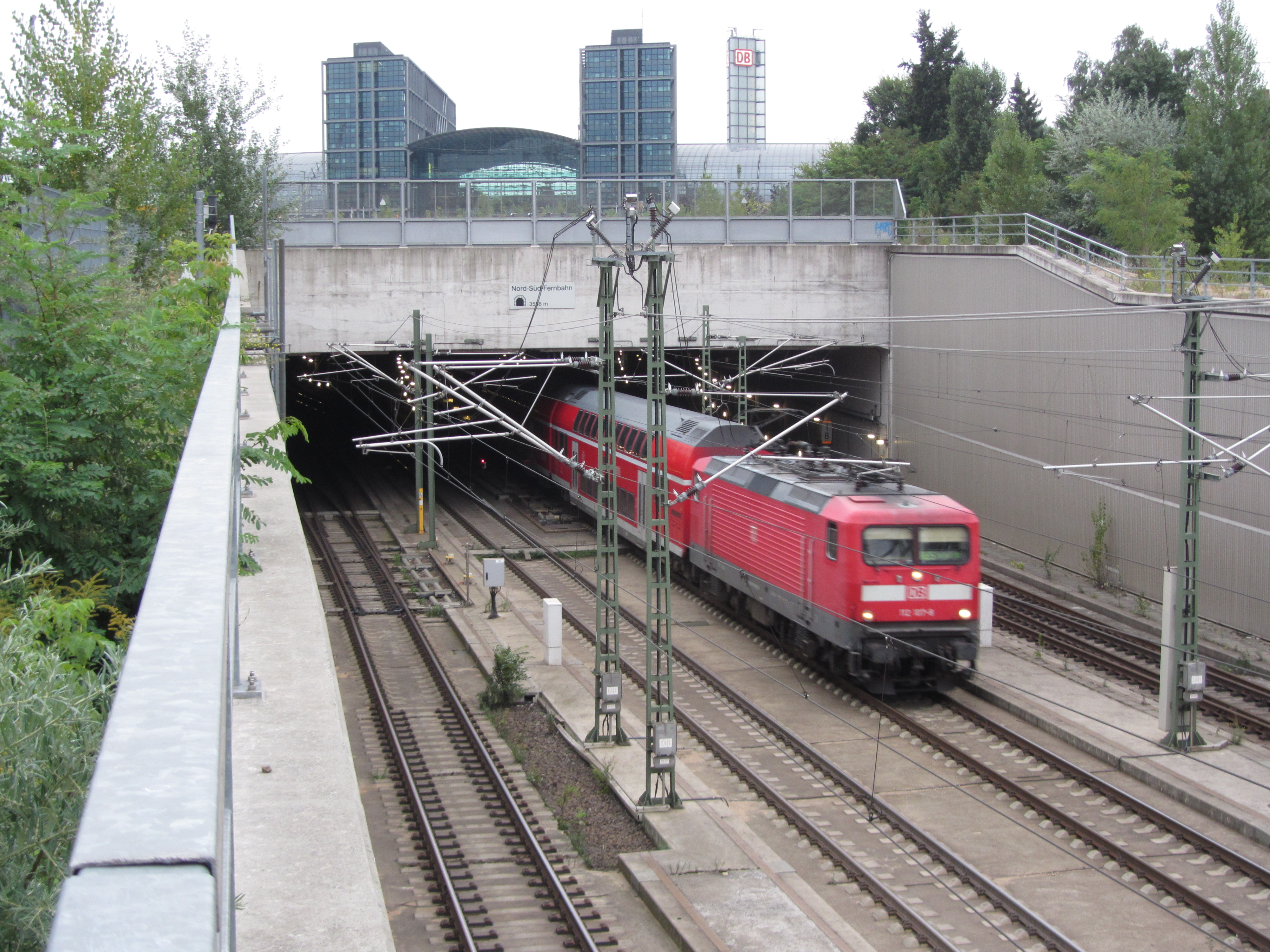
Entrée Nord du tunnel ferroviaire.